# کهلر
کُهلِر، در سال ۱۸۷۳ توسط جان مایکل کهلر تأسیس شد که یک شرکت تولیدی آمریکایی مستقر در کهلر، ویسکانسین است. کهلر بیشتر برای محصولات لوله‌کشی شهرت دارد، اما این شرکت مبلمان، کابینت، کاشی، موتور و ژنراتور نیز تولید می‌کند. کهلر همچنین دارای مؤسسات مختلف مهمان‌یاری در ایالات متحده و اسکاتلند است. در فوریه ۲۰۱۷، شرکت کهلر کلارک انرژی انگلستان را از تیم مدیریت و ECI Partners، خریداری نمود که یک شرکت چندملیتی متخصص در زمینه مهندسی، ساخت، نصب و نگهداری نیروگاه‌های موتور محور همچنین پخش‌کننده مجاز موتورهای رفت‌وبرگشتی جنرال الکتریک در ۱۹ کشور جهان است.